# Maisonneuve (circonscription provinciale)
Pour les articles homonymes, voir Maisonneuve.
Maisonneuve est une ancienne circonscription électorale provinciale du Québec. Elle a existé de 1912 à 1988. L'ex-présidente de l'Assemblée nationale, Louise Harel y a déjà été députée.

## Historique

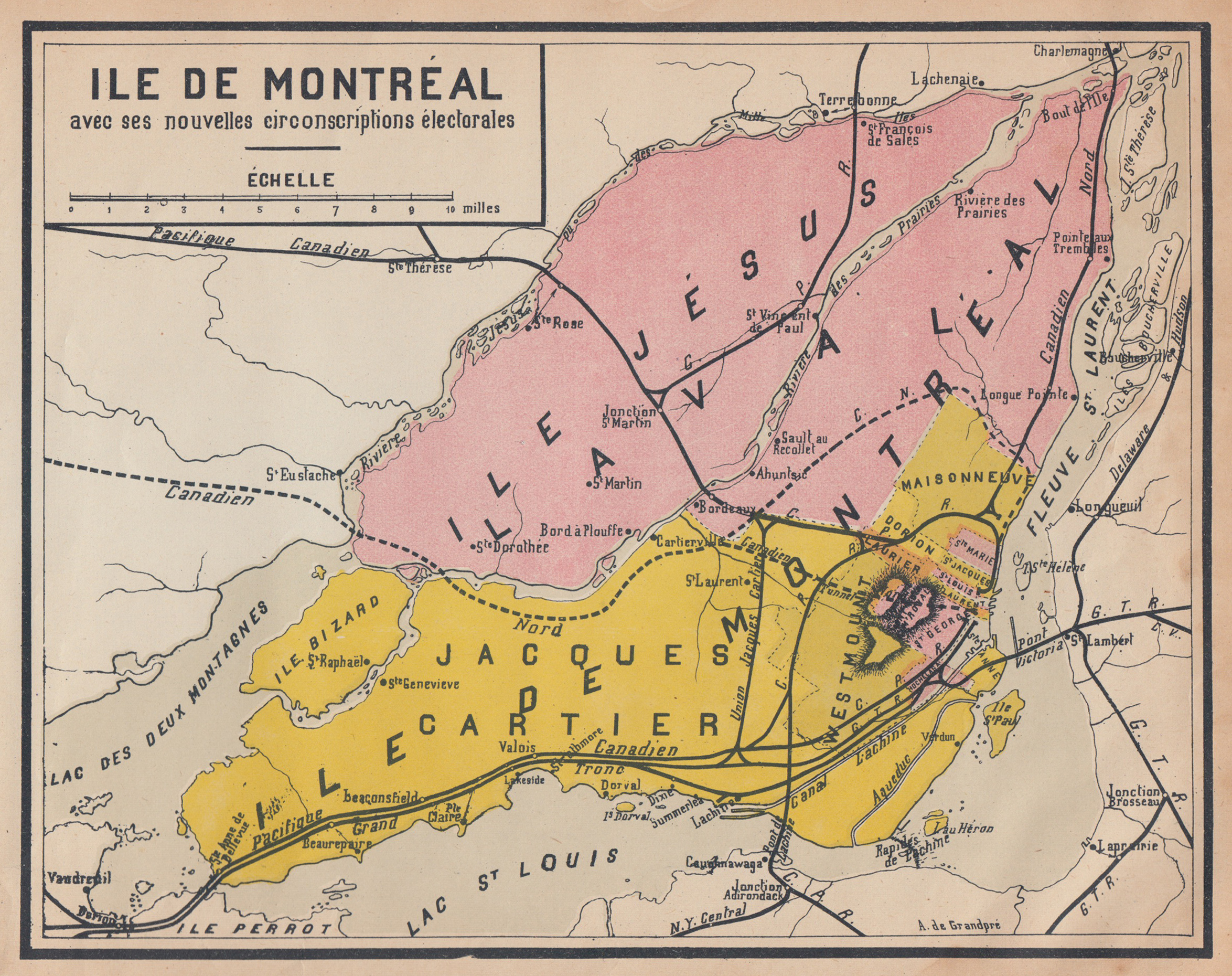
Carte des circonscriptions de l'île de Montréal en 1920. Maisonneuve est au centre-droit, en jaune.

Précédée de : Montréal—Saint-Henri et Hochelaga
Suivie de : Hochelaga-Maisonneuve
Le district électoral de Maisonneuve a été créé en 1912 à la suite de l'abolition du district d'Hochelaga (qui reviendra quelques années plus tard sous le nom de Montréal—Saint-Henri). Le territoire de la circonscription sera modifié en 1972 et 1980.
Lors de la réforme de 1988, la circonscription d'Hochelaga-Maisonneuve est créée, mettant fin à celle de Maisonneuve.

## Liste des députés
| Législature                                                | Années    | Député | Député                        | Parti           |
| ---------------------------------------------------------- | --------- | ------ | ----------------------------- | --------------- |
| Maisonneuve Créée depuis Hochelaga et Montréal—Saint-Henri |           |        |                               |                 |
| 13e                                                        | 1912–1916 |        | Jérémie-Louis Décarie         | Libéral         |
| 14e                                                        | 1916–1919 |        | Jérémie-Louis Décarie         | Libéral         |
| 15e                                                        | 1919–1923 |        | Adélard Laurendeau            | Ouvrier         |
| 16e                                                        | 1923–1927 |        | Jean-Marie Pellerin           | Conservateur    |
| 17e                                                        | 1927–1931 |        | William Tremblay              | Ouvrier         |
| 18e                                                        | 1931–1935 |        | Charles-Joseph Arcand         | Libéral         |
| 19e                                                        | 1935–1936 |        | William Tremblay              | Conservateur    |
| 20e                                                        | 1936–1939 |        | William Tremblay              | Union nationale |
| 21e                                                        | 1939–1944 |        | Joseph-Georges Caron          | Libéral         |
| 22e                                                        | 1944–1948 |        | Joseph-François-Albert Gatien | Union nationale |
| 23e                                                        | 1948–1952 |        | Joseph-François-Albert Gatien | Union nationale |
| 24e                                                        | 1952–1956 |        | Alcide Montpetit              | Libéral         |
| 25e                                                        | 1956–1960 |        | Lucien Tremblay               | Union nationale |
| 26e                                                        | 1960–1962 |        | Lucien Tremblay               | Union nationale |
| 27e                                                        | 1962–1966 |        | Marcel Dupré                  | Libéral         |
| 28e                                                        | 1966–1970 |        | André Léveillé                | Union nationale |
| 29e                                                        | 1970–1973 |        | Robert Burns                  | Parti québécois |
| 30e                                                        | 1973–1976 |        | Robert Burns                  | Parti québécois |
| 31e                                                        | 1976–1979 |        | Robert Burns                  | Parti québécois |
| 31e                                                        | 1979–1981 |        | Georges Lalande               | Libéral         |
| 32e                                                        | 1981–1985 |        | Louise Harel                  | Parti québécois |
| 33e                                                        | 1985–1989 |        | Louise Harel                  | Parti québécois |
| Dissoute dans Hochelaga-Maisonneuve                        |           |        |                               |                 |

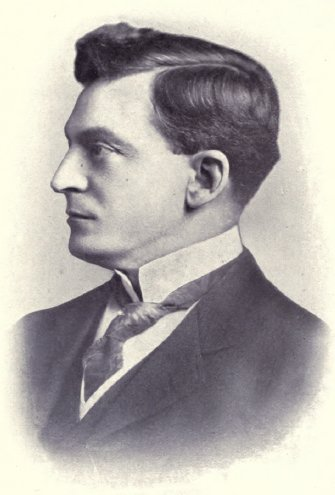
Jérémie-Louis Décarie est député de Maisonneuve de 1912 à 1919.
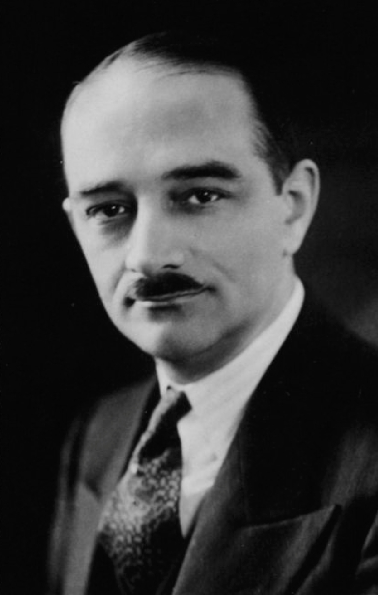
Joseph-Georges Caron est député de Maisonneuve de 1939 à 1944.
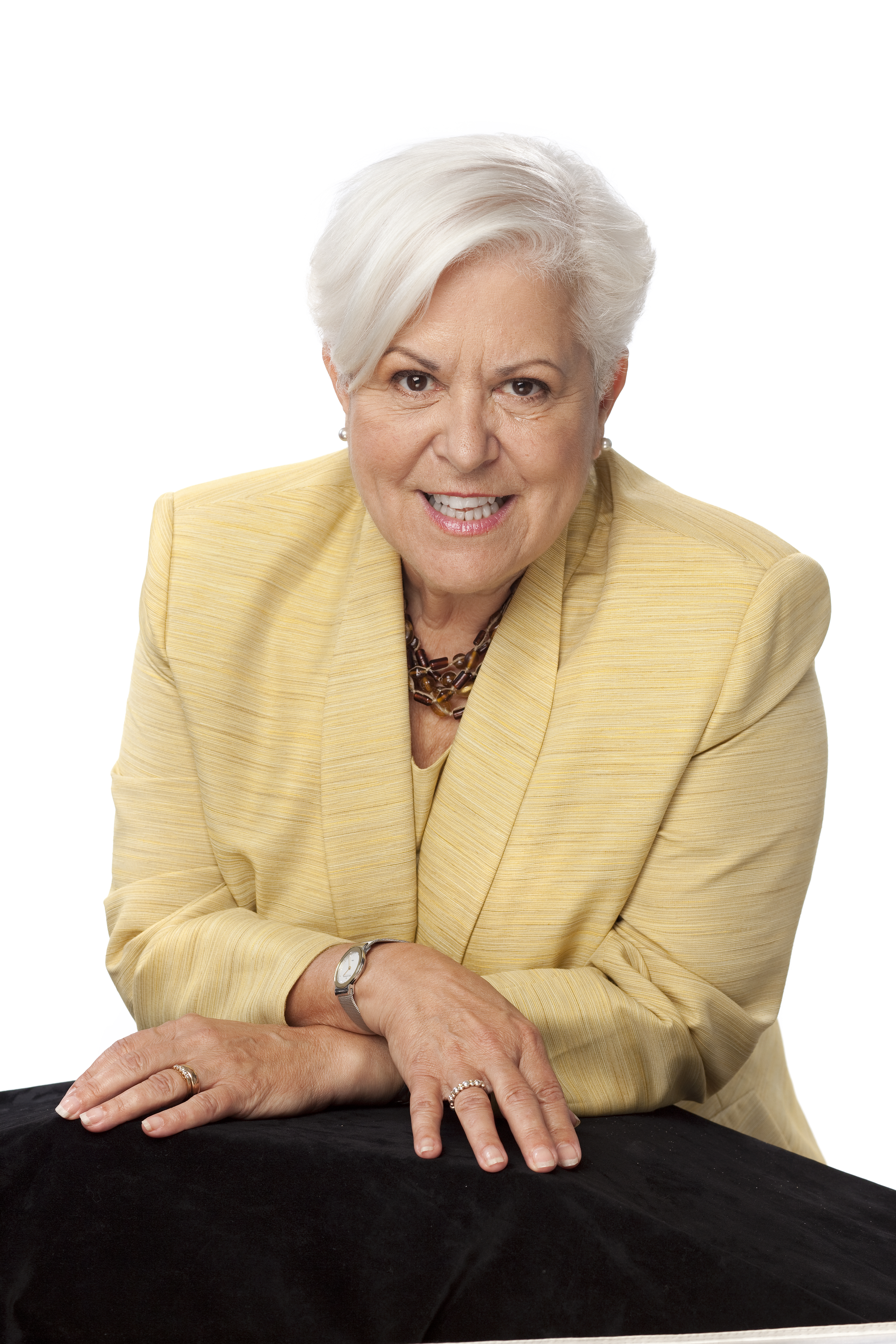
Louise Harel est député de Maisonneuve de 1981 à 1989.

## Référendums
|  | 1980 | Référendum de 1980 | 50,66 % | 49,34 % | 23 103 | 80,28 % |